# Воццек
«Воццек» (нем. Wozzeck) — экспрессионистская опера австрийского композитора Альбана Берга в трёх действиях (15 картинах), впервые поставленная в 1925 году. Признаётся одной из вершин музыкального авангарда XX века и оперного искусства в целом.

## История создания
«Воццек» — первая опера Альбана Берга, работа над которой началась в 1914 году и продолжалась до апреля 1922 года; первый акт был закончен лишь летом 1919 года. Либретто основано на незавершённой драме Георга Бюхнера «Войцек», а также на личных впечатлениях композитора от военной службы в годы Первой мировой войны. «„Войцек“ Бюхнера и „Воццек“ Берга, — писала Валентина Конен, — отделены друг от друга не только столетним периодом — между ними эстетическая пропасть: революционно-гражданский подтекст пьесы полностью растворяется и исчезает в беспросветном мраке музыки оперы».
Опера является характерным экспрессионистским сочинением. Музыка её атональна, в ней использованы особо острые выразительные средства темброво-ритмического порядка, напряжённые сценические ситуации и поэтические тексты.
Сам композитор говорил: «Я никогда не ставил себе задачу реформировать структуру оперы через посредство „Воццека“… Я просто хотел написать хорошую музыку». В беседе с дирижёром Э. Ансерме композитор назвал оперу К. Дебюсси «Пеллеас и Мелизанда» своим образцом при написании «Воццека».
Премьера оперы состоялась 14 декабря 1925 года в Берлинской государственной опере. До конца 1936 года «Воццек» был поставлен в 29 городах 166 раз на немецком, чешском, русском и французском языках. 
Впервые в СССР «Воццек» был поставлен в 1927 году. Перевод либретто выполнил Михаил Кузмин. Главную партию исполнял бас-баритон Михаил Бочаров, чья работа получила высокую оценку специалистов. Например, Борис Асафьев писал: «Воццек в передаче Бочарова — артиста чуткого и вдумчивого — фигура незабываемая… Отдельные удачные подробности в роли — повороты, жесты, ходьба, интонации — немыслимо перечислять, но из них-то и складывается, как из „бросков“ и „клочков“, меткий и характерно нервный облик Воццека — Бочарова».

## Действующие лица
| Партия                                       | Голос      | Исполнитель на премьере 14 декабря 1925 (Дирижёр Эрих Клайбер) |
| -------------------------------------------- | ---------- | -------------------------------------------------------------- |
| Воццек                                       | баритон    | Лео Шютцендорф                                                 |
| Мари                                         | сопрано    | Зигрид Йохансон                                                |
| Капитан                                      | тенор      | Вальдемар Хенке                                                |
| Доктор                                       | бас        | Мартин Абендрот                                                |
| Тамбурмажор                                  | тенор      | Фриц Зот                                                       |
| Андрес                                       | тенор      | Герхард Виттинг                                                |
| Маргрет                                      | контральто | Джессика Кётрик                                                |
| Первый ученик-ремесленник                    | бас        | Эрнст Остеркамп                                                |
| Второй ученик-ремесленник                    | баритон    | Альфред Борхардт                                               |
| Дурак                                        | тенор      | Марсель Ноэ                                                    |
| Сын Мари                                     | дискант    |                                                                |
| Солдаты, ученики-ремесленники, женщины, дети |            |                                                                |

## Содержание
Действие оперы происходит в Германии в 1836 году.
Воццек — бедный и бесправный солдат. У него есть внебрачный сын от Мари, за связь с которой его упрекает офицер. У Воццека случаются страшные галлюцинации — ему видятся отрубленные человеческие головы и адский огонь. Честолюбивый врач, заинтересовавшись его случаем и признав Воццека душевнобольным, предлагает ему деньги за участие в исследованиях.
Тем временем у Мари начинается роман с тамбурмажором. Вернувшись от врача, Воццек застаёт Мари с новыми подаренными серьгами, но она рассказывает ему, будто нашла их. Всё же ему намекают на измену Мари, и он пытается добиться от неё признания. Отрицая всё, она произносит: «Уж лучше нож в грудь…» Воццек укрепился в своих подозрениях, к тому же его начинает преследовать мысль о ноже.
Как-то около трактира он видит, как Мари и тамбурмажор танцуют, и Воццеком овладевают ревность и отчаяние. Он слышит выкрики местного дурака «Я чую кровь… я чую кровь!» Той же ночью в казарме пьяный тамбурмажор дразнит его, и начинается драка. Воццек ранен, он не появляется у Мари несколько дней.
Спустя некоторое время Воццек и Мари в сумерках идут по лесной дороге, ведущей к пруду, ими владеет напряжённое и мрачное состояние. Воццек неожиданно ударяет Мари ножом и убегает. Он появляется в трактире, но люди замечают кровь на его одежде, и Воццек снова убегает. Он бросает нож далеко в пруд и заходит в воду сам, чтобы отмыться. Ему видится, будто вода стала кровью. Воццек начинает тонуть, его крики слышит проходящий мимо капитан, но спешит поскорее убраться.
На следующее утро дети кричат, что у пруда найдено тело Мари. Они бегут туда, и сын Мари и Воццека, не понимая происходящего, бежит вместе с ними.

## Дискография
- 1951: Димитрий Митропулос
- 1965: Карл Бём
- 1966: Пьер Булез

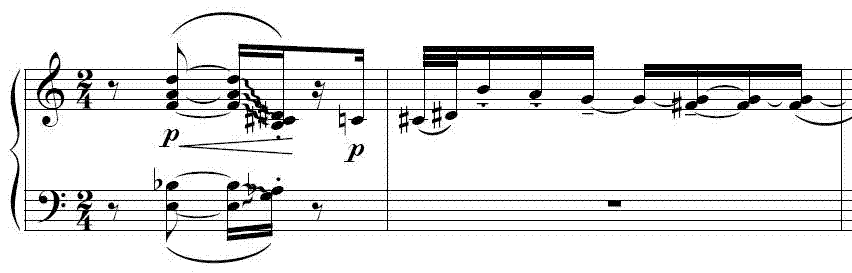
Увертюра к «Воццеку»

- 1970: Карлос Клайбер («живая» пиратская запись)
- 1973: Герберт Кегель («живая» запись)
- 1979: Кристоф фон Донаньи
- 1987: Клаудио Аббадо («живая» запись)
- 2013 (p): Даниель Баренбойм (DVD)